# 西山廟 (廣州)
西山廟，是位於廣東廣州的一座北帝廟，在城西第一津草場汛，始建於明。曾與其他地方廟宇聯合成立善堂，今已不存。

## 建廟傳說
此廟所在地區舊屬西山根竹坊，相傳過往為一條具有兩分岔口之通路，往東南方向可經銀定橋抵達廣州城，西北方向則通往司馬涌水步頭，不過根竹坊、水步頭兩地間的小路上並無樹蔭及房屋，行人往返容易受到天候影響。此地曾居住一位富有但無子嗣的周太爺，鄰居鄧伯勸其多行善以獲得子嗣，周太爺遂於小路上捐建「丁貴亭」供行人休息，不過周太爺仍未能獲得子嗣，便收養自家陳姓外甥，並將其改名「周貴生」。周貴生雖生長於周家，但並不喜歡周太爺的固執和迷信，後來周太爺對貴生婚事之掌控更使其不滿，使父子間關係不睦。
某日鄉民議論，認為廣州城西城樓炮台之炮口對準西北方根竹坊地區，會使地方發生災難，鄧伯遂又勸周太爺興建廟宇以求平安。後周太爺夢見北帝帶其遊歷仙境、勸其建廟，他便帶頭募款，並將大部分田產捐為廟產不留子孫。建廟時正逢雨季興建不易，鄉民遂在廟前挖掘一小龜塘，於塘邊安奉石雕蛇龜（傳說中北帝之部屬），廟宇果然順利完工。

## 沿革
此廟由明稅監李鳳始建，清順治十七年（1660年）曾重修。
清末時此廟香火鼎盛，並與鄰近之醫靈廟、財神廟、司馬廟等三間廟宇聯合成立「四廟善堂」，為窮人免費醫病、施捨湯粥等，內部並設置香火堂供附近居民祭拜祖先牌位。
民國時城市發展，此廟附近規劃為住宅，並設置警署分區為廿三區，以此廟命名為西山分局。
共和國時此地區改設西山街（後與鄰近地區合併為東風街道，今併入六榕街道），此廟左、中兩座建築改為「工農第二小學」，右側建築作為西山街及派出所辦公處。1950-60年代工農第二小學改成為「西山廟前小學」，廟作為學校禮堂，正對廣州市東風制鎖廠。1978年此廟被清拆，1990建成湖天賓館；鎖廠一帶則變作「廣州市能源檢測研究院」，不過研究院門牌於2018年時仍為西山廟前1號。
共和國時四廟善堂則成為蟠虬南小学小學校舍（后变成“广州市荔湾区四中聚贤中学”，2021年8月份开始拆除，现为“广州市第四中学扩改建工程”），2002年時內部建築多已拆除，但西式拱門尚存。